# Филип II фон Вилденберг
Филип II фон Вилденберг (на немски: Philipp II von Wildenberg; † 21 декември 1277) е господар на господството Вилденберг (1234 – 1272) в планината Айфел и на замък Вилденбург при Трайс-Карден.
Той е син на Филип I фон Вилденберг († сл. 1202), който в началото на 12 век строи замък Вилденбург и се нарича на него, и основава линията Вилденберг на династията Райфершайд.
С част от наследството на род Браунсхорн той и съпругата му Ирмгард фон Браунсхорн основават през 1262 г. манастир „Мария Енгелпорт“ при Трайс-Карден, в който влизат трите им дъщери и други доминиканки от един манастир в Ардените, между тях и блажената Беатрикс фон Енгелпорт († сл. 1275).
Филип II фон Вилденберг е васал на архиепископа на Кьолн и е в кръга на неговите постоянни съветници. Той често е съдия между скарани партии.

## Фамилия
Филип II фон Вилденберг се жени пр. 9 март 1235 г. за Ирмгард фон Браунсхорн (* ок. 1215; † сл. 14 януари 1277), дъщеря, наследничка на рицар Арнолд фон Браунсхорн-Щалек († сл. 1239), който пр. 1235 г. се оттегля в манастир. Те имат децата:
- Фридрих фон Вилденберг († пр. 1277), баща на Йохан фон Вилденберг († сл. 1310) и дядо на Филип IV фон Вилденберг († 1328/1329)
- Филип III Млади
- Герхард, господар на Вилденберг, женен за Катарина
- три дъщери, 1262 г. монахини в Енгелпорт

Той има и незаконен син:
- Йохан, каноник в Трир